# Рибен
Рибен (болг. Рибен) — село в Болгарии. Находится в Плевенской области, входит в общину Долна-Митрополия. Население составляет 735 человек.

## Политическая ситуация
В местном кметстве Рибен, в состав которого входит Рибен, должность кмета (старосты) исполняет Марин Тонев Григоров (независимый) по результатам выборов правления кметства.
Кмет (мэр) общины Долна-Митрополия — Александр  Пенков Печеняков (Болгарская социалистическая партия (БСП)) по результатам выборов в правление общины.

## Археология
Обнаруженная в общине Долна Митрополия при раскопках в римской крепости на краю плевенской деревни Рибен глиняная плитка с письменными знаками-пиктограммами датируется возрастом 5000 лет до нашей эры (халколит).